# Aristarc de Tègea
Aristarc de Tègea (en llatí: Aristarchus, grec antic: Αρίσταρχος «Arístarkhos») fou un poeta tràgic grec nascut a Tègea, a l'Arcàdia, que va viure al segle v aC.
Era contemporani d'Eurípides, i va florir cap a l'any 454 aC. Va viure fins als cent anys, segons diu Suides. Va escriure unes 70 tragèdies, però només dues van obtenir algun premi. No queda res de les seves obres, només es conserven uns fragments que reprodueixen Estobeu i Ateneu de Nàucratis, i els títols de tres de les seves obres:
- Ἀσκληπιός (Asclepi), que diu que la va anomenar així en homenatge al déu que el va curar d'una greu malaltia.
- Ἀχιλλεύς (Aquil·les), que Enni va traduir al llatí.
- Τάνταλος (Tàntal), obra que cita Estobeu.[1]